# Cape Roget
Cape Roget är en udde i Antarktis. Den ligger i Östantarktis. Nya Zeeland gör anspråk på området.
Terrängen inåt land är huvudsakligen kuperad, men västerut är den platt. Havet är nära Cape Rogetsöderut. Trakten är obefolkad. Det finns inga samhällen i närheten.